# گلیکوژنوز نوع صفر
گلیکوژنوز نوع صفر یا بیماری ذخیره گلیکوژن نوع صفر نوعی بیماری ذخیره گلیکوژن است.

## علائم بالینی
- زمان تولد: طبیعی.
- دوره نوزادی: احتمالاً بزرگی کبد.
- دوره شیرخوارگی: احتمالاً بزرگی کبد، کاهش مکرر گلوکز خون همراه با کتوز و افزایش لاکتات در طی ناشتایی.

## نقص آنزیمی
نقص در آنزیم گلیکوژن سنتاز.

## توارث ژنتیکی
اتوزوم مغلوب.

## میزان بروز
نادر.

## روش تشخیص
- خون: لاکتات بالا، گلوکز پائین، کتونها در حالت ناشتایی بالا.
- بررسی آنزیم: در کبد.
- آزمون چالش با گلوکز: افزایش لاکتات.

## درمان
درمان کاهش گلوکز خون.

## آزمون تشخیص قبل از تولد
ندارد.